# (12339) Carloo
(12339) Carloo (1992 YW1) – planetoida z pasa głównego asteroid okrążająca Słońce w ciągu 3,4 lat w średniej odległości 2,26 j.a. Odkryta 18 grudnia 1992 roku.